# Jacob Duck
Jacob Duck (také Ducq, Duyck, Duick, Duc) (1600 – pohřben 22./28. ledna 1667) byl holandský malíř a zlatník.
Předpokládá se, že Jacob Duck (zvaný kachna) se narodil v Utrechtu. Od roku 1611 se učil v Utrechtu zlatníkem a nakonec se stal v tomto oboru v roce 1619 mistrem. Od roku 1621 se učil u utrechtského malíře Joosta Cornelisze Droochsloota. Jacob Duck většinou působil v Utrechtu, ale v letech 1636 až 1646 pracoval také v Haarlemu, hlavním městě provincie Severní Holandsko. V letech 1656 až 1660 žil v Haagu. V roce 1661 se vrátil do Utrechtu, kde zemřel a byl pohřben v klášteře sv. Máří Magdalény. Jacob Duck nejčastěji maloval vojáky, postavy a každodenní scény. Jeho díla vlastní mnoho významných muzeí, včetně muzea Ermitáž v Petrohradu.